# Stojkówko
Stojkówko (deutsch Neu Stöckow) ist ein Wohnplatz in der Woiwodschaft Westpommern in Polen. Er gehört zur Gmina Dygowo (Landgemeinde Degow) im Powiat Kołobrzeski (Powiat Kolberg). 

## Geographische Lage
Der Wohnplatz liegt in Hinterpommern, etwa 115 Kilometer nordöstlich von Stettin und etwa 9 Kilometer östlich von Kołobrzeg (Kolberg). 

## Geschichte
Der Wohnplatz wurde nach 1840 angelegt: Nach der Durchführung der Separation in der Gemarkung des Dorfes Stöckow wurde das nordwestlich des Dorfes gelegene Stöckower Holz gerodet, um auf der Fläche Bauernstellen anzulegen. Bis 1864 waren zwölf Höfe von Neusiedlern entstanden. Die Höfe wurden in größeren Abständen entlang einem von Südwest nach Nordost führenden Landweg angelegt, aber nur auf der südöstlichen Seite des Weges, da auf der anderen Seite der Kolberger Stadtwald liegt, der zum Stadtkreis Kolberg gehörte. Die Siedlung erhielt den Namen Neu Stöckow. 
Neu Stöckow bildete keine eigene politische Einheit, sondern gehörte zur Landgemeinde Stöckow. Im Jahre 1864 lebten in Neu Stöckow 109 Einwohner, im Jahre 1895 70 Einwohner und im Jahre 1925 131 Einwohner. Vor 1945 lag Neu Stöckow als Teil der Landgemeinde Stöckow im Kreis Kolberg-Körlin der preußischen Provinz Pommern.
Nach 1945 kam Neu Stöckow, wie ganz Hinterpommern, an Polen. Der Ort erhielt den polnischen Ortsnamen Stojkówko. Heute bestehen nur noch die am südwestlichen Ende des Wohnplatzes liegenden Häuser.